# Les Aventures du capitaine Lückner
Les Aventures du capitaine Lückner ou Cap sur l'aventure ou Capitaine Lückner ou Trois mâts pour l'aventure ou (de)Graf Luckner est un feuilleton télévisé franco-allemand en 39 épisodes de 26 minutes.
En France, treize épisodes ont été diffusés à partir du 20 février 1973 sur la troisième chaîne couleur de l'ORTF. Puis treize autres à partir du 12 mars 1974 sur la même chaîne. Rediffusion des 13 premiers épisodes à partir du 14 août 1982 sur TF1. Rediffusion dans l'émission Amuse 3 à partir du 1er juillet 1987 sur FR3.

## Synopsis
Ce feuilleton relate les aventures entre les deux guerres mondiales, du capitaine comte Félix Von Luckner et de son second le lieutenant Lieuville, qui sillonnent les mers du globe à bord de La Niobé afin de délivrer un message de paix.

## Distribution
- Heinz Weiss : Capitaine Lückner
- Yves Lefebvre : Lieuville
- Ulli Kinalzik : Heim
- Reent Reins : Teedje

## Épisodes
1. La rencontre (Hamburg ahoi)
2. Le soviet flottant (Das Bordfest)
3. Le paradis perdu[4] (Wer hat Angst vor Solferino?)
4. La passagère clandestine  (Heimweh nach Büsum)
5. L'oiseau blanc (Safeknacker Suite)
6. Un témoin objectif (Die Orient-Film AG)
7. Du riz pour les rebelles (Geburtstag in Cannes)
8. La quarantaine (Kapitän ohne Schiff)
9. Une croisière explosive (Der Schatz des Abdul Shameh)
10. Le chanteur de jazz (Die trojanische Helena)
11. Les marins fantômes (Gold für Bierbaum)
12. La rançon de la Niobé (Das Glück auf Prosperosa)
13. Le radeau (Allzeit treu)
14. Atlantis (Die Begegnung)
15. Guet apens (Revolution an Bord)
16. Le voyage de François (Lösegeld für Niobe)
17. Calme plat (Das Geisterschiff)
18. La liberté ou la mort (Ein objektiver Zeuge)
19. La charge creuse (Der weiße Vogel)
20. Le bal masqué (Das verlorene Paradies)
21. Poissons torpilles (Das Floß)
22. 500 000 $ (Eine explosive Kreuzfahrt)
23. Le rendez-vous du manganèse (Der Jazzsänger)
24. Le flambeur (Reis für die Rebellen)
25. Les naufrageurs (Quarantäne)
26. La baie des maléfices (Der blinde Passagier)
27. Titre français inconnu (Windstille)
28. Titre français inconnu (Die Strandräuber)
29. Titre français inconnu (Heimliche Freiheit)
30. Titre français inconnu (Sabotage auf Kuba)
31. Titre français inconnu (Ein gewisser Herr Wallace)
32. Titre français inconnu (Hochzeit an Bord)
33. Titre français inconnu (Der Verlierer)
34. Titre français inconnu (Ein ganz spezieller Auftrag)
35. Titre français inconnu (Atlantis)
36. Titre français inconnu (Torpedo-Fischer)
37. Titre français inconnu (Die Erfindung)
38. Titre français inconnu (Begegnung mit der Vergangenheit)
39. Titre français inconnu (Die Falle)